# HALO ugrás

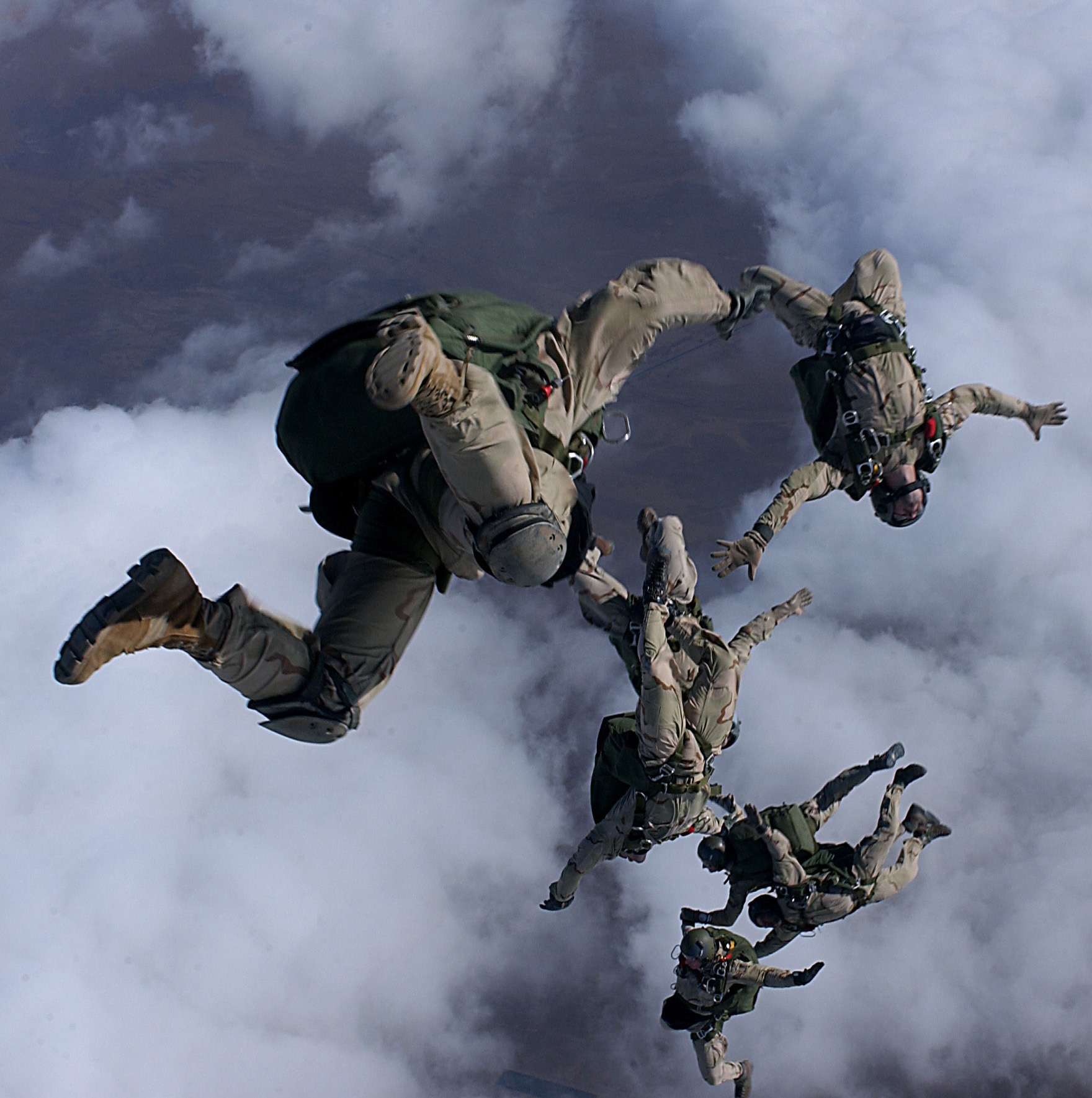
Az USAF katonái egy HC-130P/N-ból ugranak, a szokásos HALO/HAHO magasság felénél

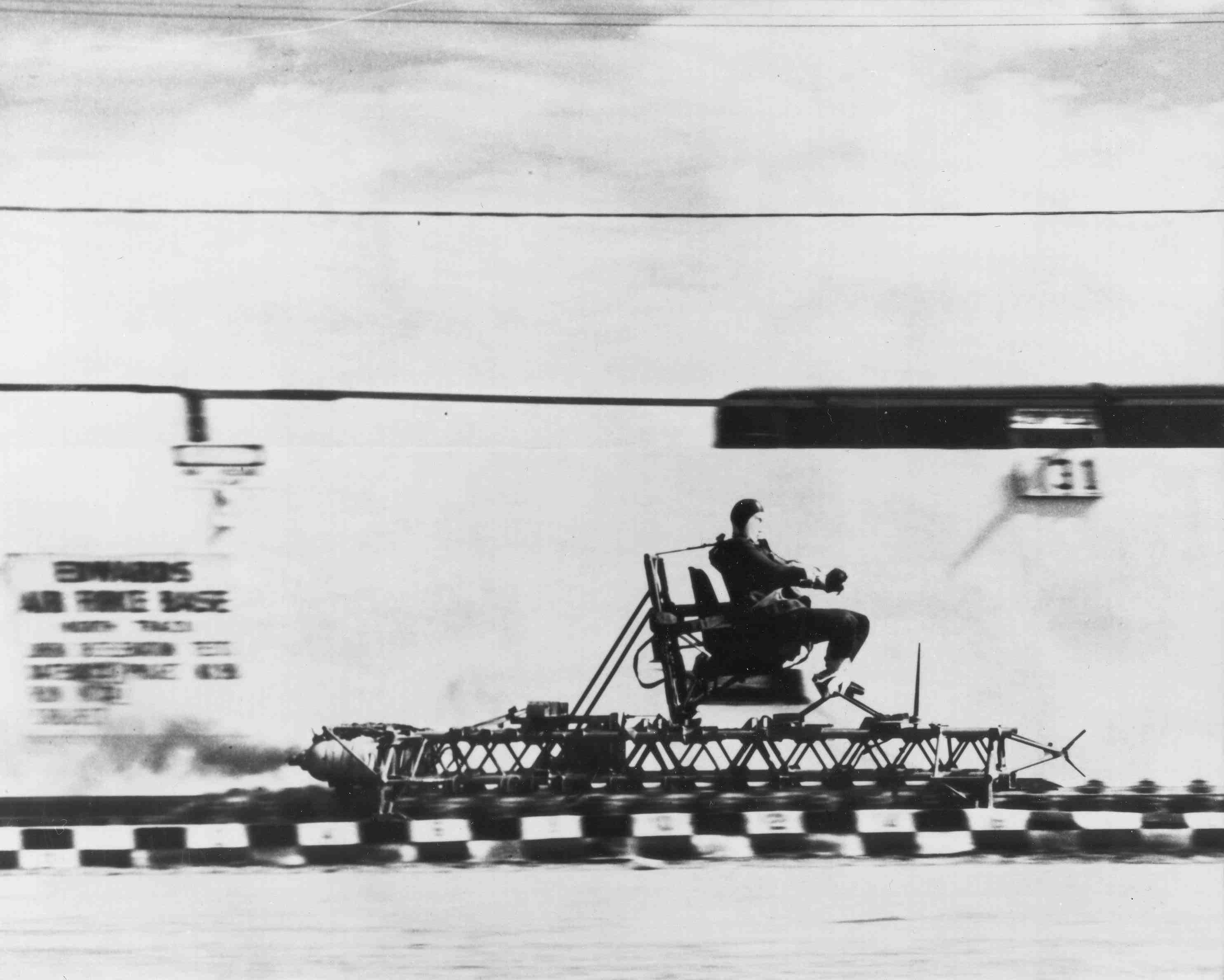
John Stapp ezredes az Edwards légitámaszponton egy rakétaszán tesztnél

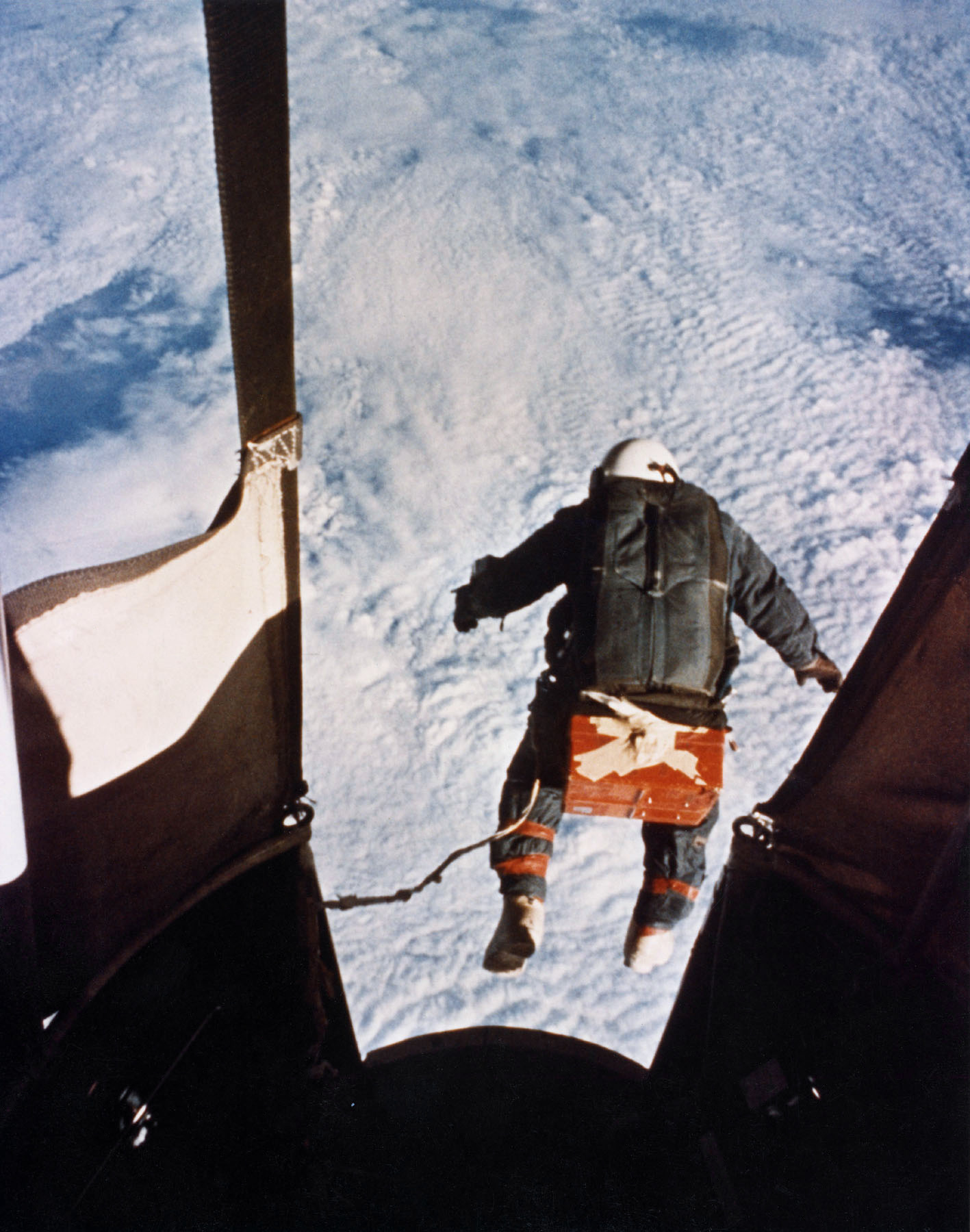
Joseph Kittinger ugrás közben. A 31 300 méteres magasságból történő ugrásával világrekordot állított fel

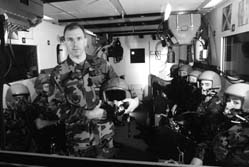
Don Blackwell őrmester felkészül, hogy felvigye az osztályát a magassági kamrába a virginiai Langley légibázison

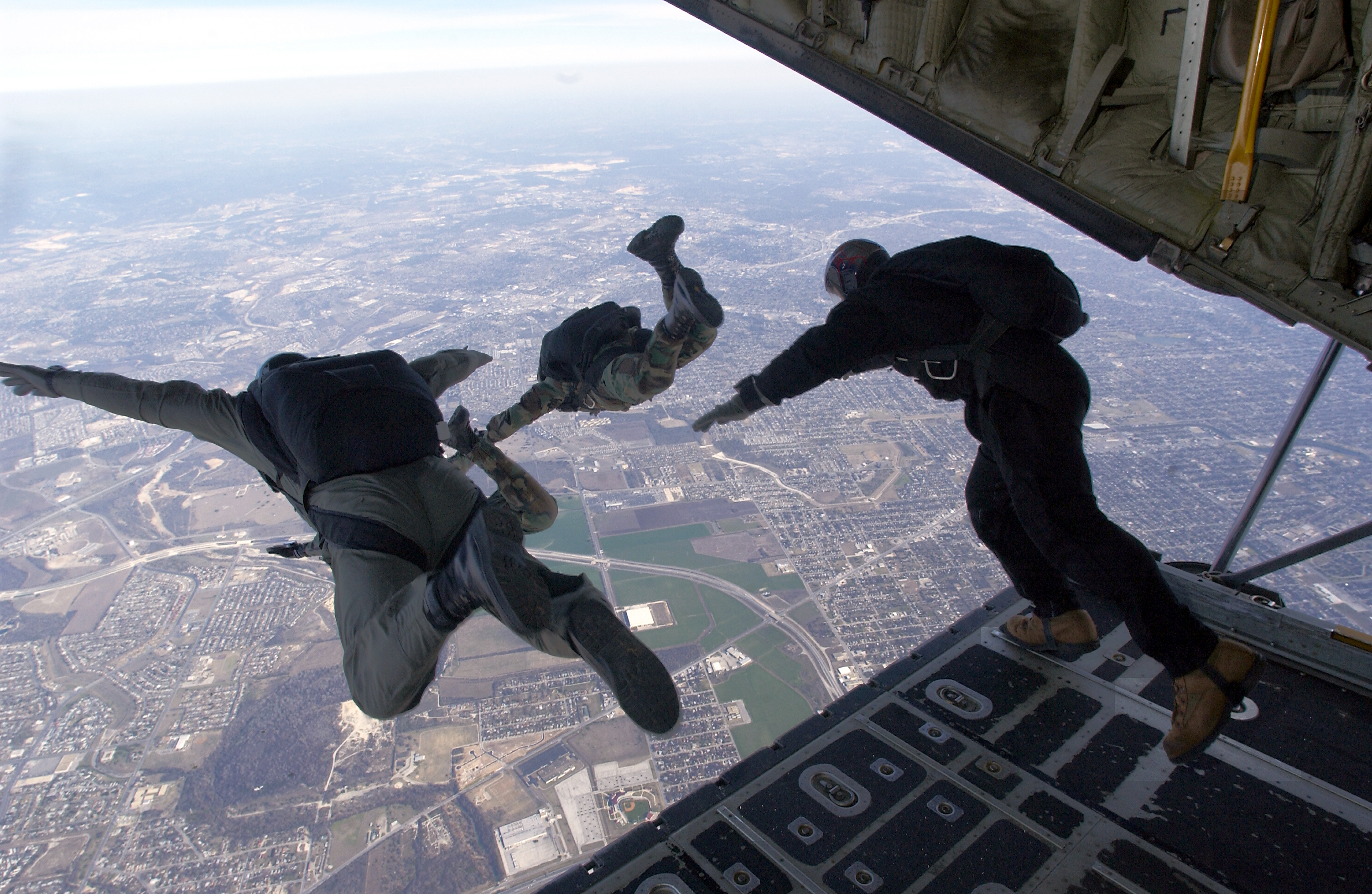
Gyakorló HALO ugrás a texasi Lackland felett 3100 méteren, 150 csomós sebességnél

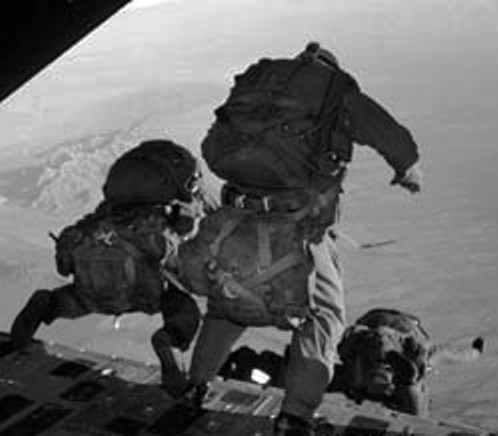
Az Amerikai hadsereg katonái egy C-130-asból ugranak 8200 méter (25 000 láb) magasan az arizonai sivatag felett

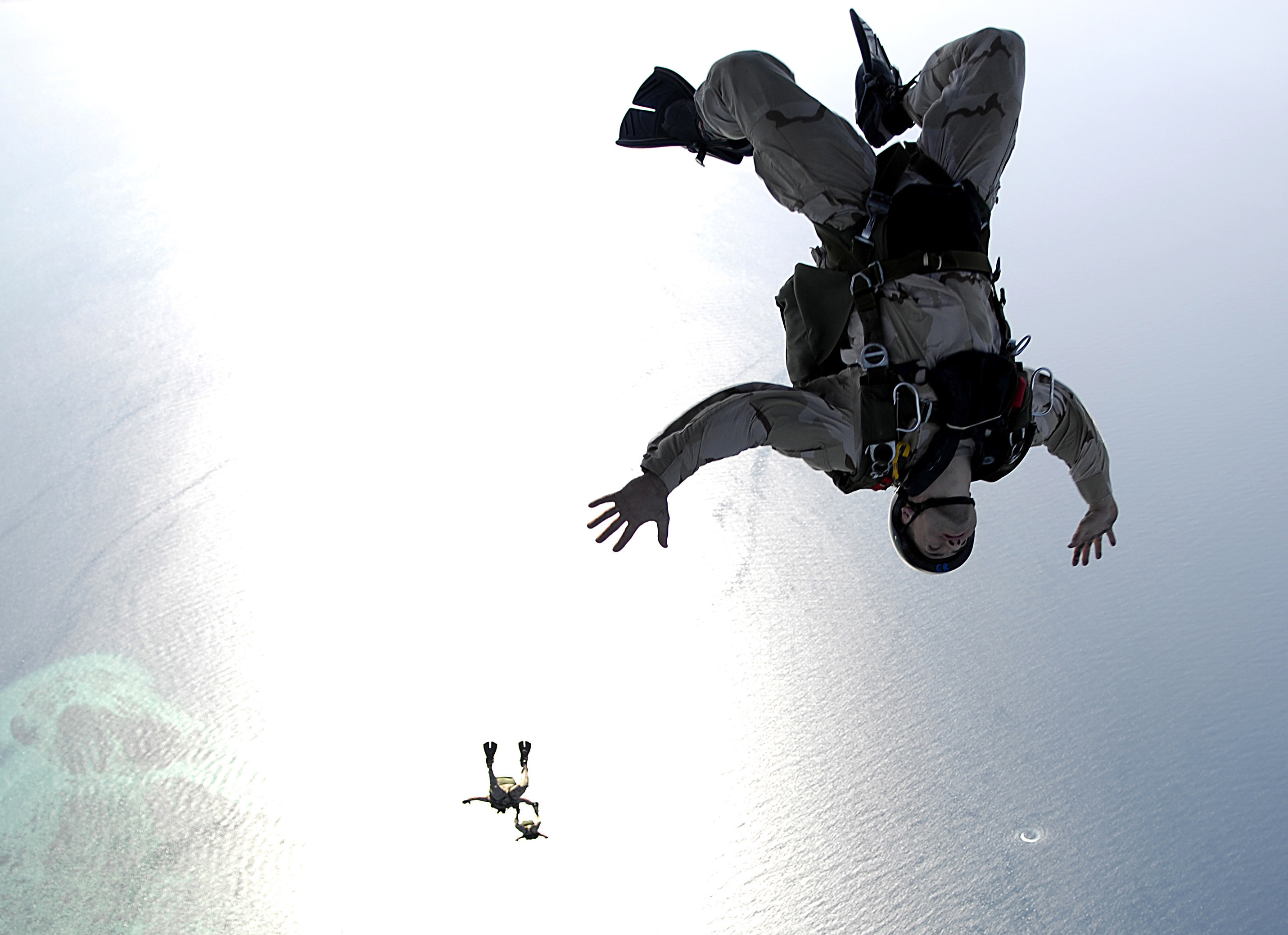
Amerikai katonák gyakorolnak Afrika felett 2008 márciusában

A HALO/HAHO-ugrás az ejtőernyőzés egy formája nagy magasságban, amely személyzet, felszerelés, és ellátmány légi úton való célba juttatásához kapcsolódik; az angol High Altitude-Low Opening (Nagy magasság-Alacsony nyitás) és High Altitude-High Opening (Nagy magasság-Magas nyitás) kifejezések rövidítése. Ismeretes még a Military Free Fall (MFF) (Katonai szabadesés) megnevezés is.
A HALO-technika alkalmazása azt jelenti, hogy az ejtőernyős egy hosszabb szabadesés után alacsony magasságnál nyitja az ejtőernyőt, míg a HAHO-technika esetén közvetlenül a repülőgépből való kiugrás után, mindössze néhány másodpercet szabadon esve. A HALO-technika az 1960-as évekre datálható, amikor az Amerikai Légierő folytatta John Stapp ezredes  megkezdett kísérleteit, amelyek a nagy magasságban repülő pilóták túlélési esélyeinek megnövelése irányultak a repülőgép elhagyása esetén. Napjainkban a HALO-technikát a polgári lakosság használja, mint az ejtőernyőzés egy formáját. A HAHO-technikát egyaránt alkalmazzák felszerelés, ellátmány, és személyzet célba juttatására, míg a HALO-technikát kizárólagosan személyzet esetén.
Egy szokásos HALO/HAHO-bevetés során a csapatok 7600 méter (25 000 láb) és 27 000 méter (90 000 láb) között ugranak.

## HALO
A HALO-technika eredete az 1960-as évekre datálható, amikor az Amerikai Légierő kísérleteket folytatott, amelyek John Stapp ezredes korábbi munkásságát követték. Stapp ezredes a '40-es évek végén, és az '50-es évek elején azon dolgozott, hogy megnövelje azoknak a pilótáknak a túlélési esélyeit, akik nagy magasságban kényszerülnek elhagyni a repülőgépüket. Stapp, mint biofizikai kutató és orvos, önmagát használta kísérleti alanynak a rakétaszán tesztek során, hogy első kézből tanulmányozhassa a jelentős földi nehézségi gyorsulás hatásait.
Stapp a Légierőnek végzett korai munkája során számos kérdést válaszolt meg, amelyek elengedhetetlenek voltak a nagy magasságban való repüléshez; ezenfelül kitette magát a 14 000 méteres magasság viszontagságainak is. Később segített kifejleszteni a nyomás alatt lévő öltözékeket, és a katapultülést, amelyet azóta is alkalmaznak. Kísérletei részeként 1960 augusztus 16-án Joseph Kittinger ezredes végrehajtotta az első nagymagasságú ejtőernyős ugrást a Föld felszínétől mérve 31,3 km-es magasságban. A technikát éles bevetésen először a vietnámi háború folyamán Laoszban a MACV-SOG tagjai alkalmazták. Az Amerikai Haditengerészet, és a Haditengerészet különleges erői (SEAL Team Six) terjesztették ki a HALO-technikát nagyobb tárgyak és csónakok ejtőernyősökkel együtt történő célba juttatására.
A HALO technikát a légitámogatások során felhasználják ellátmány, felszerelés, és személyzet ejtőernyővel való célba juttatására is, olyan esetekben, amikor a repülőgép képes nagy magasságban átrepülni az ellenséges légtéren a szállítmány, és a pilóták életének kockáztatása nélkül a légvédelmi rakéták hatósugara felett.
A katonai légi szállítmányozások során a szállítmányt egy stabilizáló ejtőernyő húzza ki a gépből, majd némi szabadesés után, alacsony magasságnál nyílik ki a második ejtőernyő, amely biztosítja a kellő földet érési sebességet. A katonák ezután a célzónába érve biztosíthatják az utánpótlási területet, vagy kipakolhatják az ellátmányt.
Egy tipikus HALO-gyakorlat során az ejtőernyős kiugrik a gépből, szabadon esve eléri a végsebességet, majd alacsony magasságban nyitja az ernyőjét. Az előre irányú sebesség, a gyors zuhanás, és kevés fém használata együttesen a radar elkerülését szolgálja, így biztosítva egy észlelhetetlen behatolás lehetőségét.

## HAHO
A HAHO-ugrást olyan bevetések során alkalmazzák, amikor a repülőgép képtelen a személyzet (és a szállítmány) veszélyeztetése nélkül átrepülni az ellenséges légtéren. Továbbá az ellenséges területen végrehajtott olyan titkos akciók során, amikor a katonák (általában a különleges erők) alacsony magasságban nyitott ejtőernyője által keltett hangos zaj veszélyezteti a küldetés észrevétlenségét.
Egy tipikus HAHO-gyakorlat során az ejtőernyős nagy magasságban ugrik ki a repülőgépből, majd rövid, 10-15 másodperces szabadesést követően nyitja az ejtőernyőjét (nagyjából 8000 méter körül). Az ejtőernyős ezután iránytű, és GPS iránymutatása alapján még körülbelül 48 kilométert repül a céljáig. Az ejtőernyősnek igénybe kell vennie a terület sajátos természeti képződményeit, és bizonyos kijelölt tájékozódási pontokat a navigáláshoz; illetve a szél sebességének és irányának megfelelő korrekciókat kell végeznie. Csapatban való ugrás esetén a csapattagoknak együtt kell maradniuk míg a levegőben vannak. Általában a legalacsonyabb pozícióban lévő csapattag jelöli ki a repülési irányt, és irányítóként szolgál a többiek számára.

## Egészségügyi kockázatok
Az ejtőernyőzés e módozatai rendkívül veszélyesek lehetnek. Nagy magasságokban (7600 méter felett) az atmoszférában található légzéshez szükséges oxigén parciális nyomása vészesen alacsony. A nyomás hiánya hypoxiához, más néven oxigénhiányos állapothoz vezethet; a gyors süllyedés miatt a véráramból kiválik a nitrogén, ami pedig keszonbetegséget okozhat.
A HALO-ugrás megkövetel egy 30-45 perc hosszú „elő-légzési” periódust az ugrást megelőzően, mialatt az ejtőernyős 100% oxigént lélegez be annak érdekében, hogy a véréből kijusson az összes nitrogén. Mindemellett, az ejtőernyős egy oxigénpalackkal együtt ugrik ki a gépből. A veszélyek általában az ugró személy egészségi állapotából adódnak. A dohányzás, az alkoholfogyasztás, különböző gyógyszerek (beleértve az antihisztaminokat, a fájdalomcsillapítókat, és az altatókat), a vérszegénység, a szén-monoxid, a kimerültség, és a túlzott szorongás megnöveli a hypoxiás állapot kialakulását. További problémát jelent az „elő-légző” palack, és az ugrás alatt használt oxigénpalack közti csere, mivel ez a vérben oldott nitrogén szintjének visszaállását, és keszonbetegség kialakulását okozhatja. Már egyetlen lélegzetvételnyi levegő belélegzése is elegendő, hogy a nitrogénszint a normál érték közelébe kerüljön. Az oxigénhiányos állapotban szenvedő ejtőernyős könnyen elveszti az eszméletét, így képtelen időben nyitni az ernyőjét; míg a keszonbetegség azonnali halált, vagy tartós fogyatékosságot okoz, amelyért a véráramban lévő nitrogénbuborékok a felelősek.
Másfajta kockázatot jelent a nagy magasságokban uralkodó alacsony hőmérséklet. Az ejtőernyősnek fagypont alatti hőmérséklettel kell szembenéznie, illetve fagyási sérüléseket szerezhet. Éppen ezért a HALO-ugrók polipropilén szövésű alsóruházatot, és meleg öltözetet viselnek ezt megelőzendő.
Az ejtőernyőzésre egészében véve elmondható, hogy a résztvevők komoly sérülést és halált kockáztatnak, amely az ejtőernyő nem megfelelő működése miatti földbe csapódásból származhat.

## Szokványos felszerelés
Egy átlagos HALO-ugrás során az ejtőernyős felszereléséhez tartozik:
- magasságmérő
- automata [ejtőernyő] aktiváló berendezés (AAD)
- ejtőernyő
- kés
- sisak
- kesztyű
- ejtőernyős bakancs
- hozzáférhető oxigén a repülőgép fedélzetén
- oxigénpalack
- 25–50 kg csomag (fegyverek és élelem)

## Ajánlott irodalom
- (1995. november 1.) „Fundamentals of Airborne Operations”, Kiadó: United States Army Infantry School.[halott link](angol)

## Külső hivatkozások
- GlobalSecurity.org Information about the Military Free Fall School at John F. Kennedy Special Warfare Center
- Photo of Billy Waugh's Combat HALO Badge, etc.

## Fordítás
- Ez a szócikk részben vagy egészben  a   HALO jump című angol Wikipédia-szócikk fordításán alapul.  Az eredeti cikk szerkesztőit annak laptörténete sorolja fel. Ez a jelzés csupán a megfogalmazás eredetét és a szerzői jogokat jelzi, nem szolgál a cikkben szereplő információk forrásmegjelöléseként.